# Jean-Baptiste Surian
Pour les autres membres de la famille, voir Famille Surian.
Pour les articles homonymes, voir Surian.
Jean-Baptiste Surian, né le 20 septembre 1670 à Saint-Chamas, mort le 3 août 1754 et inhumé le 6à Vence, est un prédicateur et prélat français, évêque de Vence et membre de l'Académie française.

## Biographie
Fils de Joseph Surian, propriétaire de vastes domaines et premier consul de Saint-Chamas, et de Madeleine de Broglie, Jean-Baptiste Surian est oratorien et un prédicateur. 
Il fut évêque de Vence, l’évêché du royaume le plus éloigné de Paris, de 1728 à 1754 à sa mort. 
Il fut élu à l'Académie française en 1733. 
Il prononça à Paris l'oraison funèbre du roi de Sardaigne, Victor-Amédée II de Savoie, décédé en 1732. À Vence, il fonda l’hôpital Saint Jacques (devenu ensuite l'Hospice de la ville) auquel il légua tous ses biens à sa mort.